# Liste des ruelles de Paris
Cet article recense les voies de Paris qualifiées officiellement de ruelles.

## Liste
En août 2021, Paris ne compte que sept voies intitulées « ruelles », toutes piétonnes :
- 3e arrondissement :
  - Ruelle Sourdis
- 12e arrondissement :
  - Ruelle Bidault
  - Ruelle Fraisier
  - Ruelle des Hébrard
  - Ruelle de la Planchette
- 15e arrondissement :
  - Ruelle Au Père-Fragile
  - Ruelle du Soleil-d'Or

En outre la rue de la Brèche-aux-Loups (12e arrondissement) a porté autrefois le nom de ruelle de la Brèche-aux-Loups.  
Le 18e arrondissement comporte également une voie nommée passage Ruelle.